# Біламакулум
Біламакулу́м (кат. Vilamacolum) - муніципалітет, розташований в Автономній області Каталонія, в Іспанії. Знаходиться у районі (кумарці) Ал Ампурда провінції Жирона, згідно з новою адміністративною реформою перебуватиме у складі Баґарії (округи) Жирона.

## Назва муніципалітету
Назва походить від слів "villa Mucuruna" (германське ім'я) або "villa Mucronia" (латинське ім'я), у 974 р. фіксується назва Villa Mucroni, у 982 р. Villa Mocrono, у 1017 р. Villa mocoronu.

## Населення
Населення міста (у 2007 р.) становить 293 особи (з них менше 14 років - 10,9%, від 15 до 64 - 67,6%, понад 65 років - 21,5%). У 2006 р. народжуваність склала 1 особа, смертність - 0 осіб, зареєстровано 0 шлюбів. У 2001 р. активне населення становило 110 осіб, з них безробітних - 8 осіб.

Серед осіб, які проживали на території міста у 2001 р., 216 народилися в Каталонії (з них 172 особи у тому самому районі, або кумарці), 14 осіб приїхало з інших областей Іспанії, а 33 особи приїхали з-за кордону. 

Університетську освіту має 9,5% усього населення. 

У 2001 р. нараховувалося 91 домогосподарство (з них 20,9% складалися з однієї особи, 28,6% з двох осіб,17,6% з 3 осіб, 17,6% з 4 осіб, 9,9% з 5 осіб, 2,2% з 6 осіб, 1,1% з 7 осіб, 2,2% з 8 осіб і 0% з 9 і більше осіб).

Активне населення міста у 2001 р. працювало у таких сферах діяльності : у сільському господарстві - 32,4%, у промисловості - 14,7%, на будівництві - 10,8% і у сфері обслуговування - 42,2%. 

 У муніципалітеті або у власному районі (кумарці) працює 69 осіб, поза районом - 47 осіб.

### Безробіття
У 2007 р. нараховувалося 4 безробітних (у 2006 р. - 10 безробітних), з них чоловіки становили 0%, а жінки - 100%.

## Економіка

### Підприємства міста

#### Промислові підприємства
| \| Промислові підприємства міста, за сферою діяльності \| Промислові підприємства міста, за сферою діяльності \| Промислові підприємства міста, за сферою діяльності \| \| Рік \| 2002 р. \| 2001 р. \| \| --------------------------------------------------- \| --------------------------------------------------- \| --------------------------------------------------- \| \| Енергетичні та водні ресурси \| 0% \| 0% \| \| Хімія та метали \| 0% \| 0% \| \| Переробка металів \| 0% \| 0% \| \| Продукти харчування \| 0% \| 0% \| \| Текстиль \| 0% \| 0% \| \| Виробництво меблів, видання \| 50% \| 50% \| \| Інше \| 50% \| 50% \| \| Усього підприємств \| 2 \| 2 \| |         |         |
| Промислові підприємства міста, за сферою діяльності |         |         |
| Рік | 2002 р. | 2001 р. |
| Енергетичні та водні ресурси | 0%      | 0%      |
| Хімія та метали | 0%      | 0%      |
| Переробка металів | 0%      | 0%      |
| Продукти харчування | 0%      | 0%      |
| Текстиль | 0%      | 0%      |
| Виробництво меблів, видання | 50%     | 50%     |
| Інше | 50%     | 50%     |
| Усього підприємств | 2       | 2       |

#### Сфера послуг
| \| Підприємства міста, що працюють у сфері послуг, за діяльністю \| Підприємства міста, що працюють у сфері послуг, за діяльністю \| Підприємства міста, що працюють у сфері послуг, за діяльністю \| \| Рік \| 2002 р. \| 2001 р. \| \| ------------------------------------------------------------- \| ------------------------------------------------------------- \| ------------------------------------------------------------- \| \| Гуртова торгівля \| 22,2% \| 25% \| \| Готелі та готельний бізнес \| 11,1% \| 0% \| \| Транспорт та зв'язок \| 33,3% \| 37,5% \| \| Посередницькі фінансові послуги \| 11,1% \| 12,5% \| \| Послуги підприємствам \| 0% \| 0% \| \| Послуги фізичним особам \| 22,2% \| 25% \| \| Нерухомість та ін. \| 0% \| 0% \| \| Усього підприємств \| 9 \| 8 \| |         |         |
| Підприємства міста, що працюють у сфері послуг, за діяльністю |         |         |
| Рік | 2002 р. | 2001 р. |
| Гуртова торгівля | 22,2%   | 25%     |
| Готелі та готельний бізнес | 11,1%   | 0%      |
| Транспорт та зв'язок | 33,3%   | 37,5%   |
| Посередницькі фінансові послуги | 11,1%   | 12,5%   |
| Послуги підприємствам | 0%      | 0%      |
| Послуги фізичним особам | 22,2%   | 25%     |
| Нерухомість та ін. | 0%      | 0%      |
| Усього підприємств | 9       | 8       |

## Житловий фонд
У 2001 р. 1,1% усіх родин (домогосподарств) мали житло метражем до 59 м², 15,4% - від 60 до 89 м², 49,5% - від 90 до 119 м² і
34,1% - понад 120 м².

З усіх будівель у 2001 р. 54,9% було одноповерховими, 42,9% - двоповерховими, 2,2
% - триповерховими, 0% - чотириповерховими, 0% - п'ятиповерховими, 0% - шестиповерховими,
0% - семиповерховими, 0% - з вісьмома та більше поверхами.

## Автопарк
| \| Автомобілі, зареєстровані у місті, за призначенням \| Автомобілі, зареєстровані у місті, за призначенням \| Автомобілі, зареєстровані у місті, за призначенням \| \| Рік \| 2006 р. \| 2005 р. \| \| -------------------------------------------------- \| -------------------------------------------------- \| -------------------------------------------------- \| \| Приватні автомобілі \| 54,8% \| 54,5% \| \| Мотоцикли \| 8,9% \| 10,5% \| \| Вантажівки \| 34% \| 32,9% \| \| Трактори \| 0% \| 0% \| \| Автобуси та ін. \| 2,3% \| 2,1% \| \| Усього автомобілів \| 303 шт. \| 286 шт. \| |         |         |
| Автомобілі, зареєстровані у місті, за призначенням |         |         |
| Рік | 2006 р. | 2005 р. |
| Приватні автомобілі | 54,8%   | 54,5%   |
| Мотоцикли | 8,9%    | 10,5%   |
| Вантажівки | 34%     | 32,9%   |
| Трактори | 0%      | 0%      |
| Автобуси та ін. | 2,3%    | 2,1%    |
| Усього автомобілів | 303 шт. | 286 шт. |

## Вживання каталанської мови
У 2001 р. каталанську мову у місті розуміли 93,5% усього населення (у 1996 р. - 98,8%), вміли говорити нею 86,2% (у 1996 р. - 
93,1%), вміли читати 82,3% (у 1996 р. - 90,7%), вміли писати 53,5
% (у 1996 р. - 53,6%). Не розуміли каталанської мови 6,5%.

## Політичні уподобання
У виборах до Парламенту Каталонії у 2006 р. взяло участь 144 особи (у 2003 р. - 161 особа). Голоси за політичні сили розподілилися таким чином:
| \| Вибори до Парламенту Каталонії \| Вибори до Парламенту Каталонії \| Вибори до Парламенту Каталонії \| \| Рік \| 2006 р. \| 2003 р. \| \| -------------------------------------- \| ------------------------------ \| ------------------------------ \| \| Конвергенція та Єднання (CiU) \| 31,9% \| 32,9% \| \| Соціалістична партія Каталонії (PSC) \| 21,5% \| 19,9% \| \| Народна партія (PP) \| 3,5% \| 5% \| \| Ініціатива за зелену Каталонію (IC) \| 6,2% \| 1,9% \| \| Республіканська лівиця Каталонії (ERC) \| 31,2% \| 39,1% \| \| Громадянська партія (C's) \| 2,8% \| 0% \| \| Інші \| 2,8% \| 1,2% \| |         |         |
| Вибори до Парламенту Каталонії |         |         |
| Рік | 2006 р. | 2003 р. |
| Конвергенція та Єднання (CiU) | 31,9%   | 32,9%   |
| Соціалістична партія Каталонії (PSC) | 21,5%   | 19,9%   |
| Народна партія (PP) | 3,5%    | 5%      |
| Ініціатива за зелену Каталонію (IC) | 6,2%    | 1,9%    |
| Республіканська лівиця Каталонії (ERC) | 31,2%   | 39,1%   |
| Громадянська партія (C's) | 2,8%    | 0%      |
| Інші | 2,8%    | 1,2%    |

У муніципальних виборах у 2007 р. взяло участь 82 особи (у 2003 р. - 83 особи). Голоси за політичні сили розподілилися таким чином:
| \| Муніципальні вибори \| Муніципальні вибори \| Муніципальні вибори \| \| Рік \| 2007 р. \| 2003 р. \| \| -------------------------------------- \| ------------------- \| ------------------- \| \| Конвергенція та Єднання (CiU) \| 0% \| 0% \| \| Соціалістична партія Каталонії (PSC) \| 100% \| 100% \| \| Народна партія (PP) \| 0% \| 0% \| \| Ініціатива за зелену Каталонію (IC) \| 0% \| 0% \| \| Республіканська лівиця Каталонії (ERC) \| 0% \| 0% \| \| Громадянська партія (C's) \| 0% \| 0% \| \| Інші \| 0% \| 0% \| |         |         |
| Муніципальні вибори |         |         |
| Рік | 2007 р. | 2003 р. |
| Конвергенція та Єднання (CiU) | 0%      | 0%      |
| Соціалістична партія Каталонії (PSC) | 100%    | 100%    |
| Народна партія (PP) | 0%      | 0%      |
| Ініціатива за зелену Каталонію (IC) | 0%      | 0%      |
| Республіканська лівиця Каталонії (ERC) | 0%      | 0%      |
| Громадянська партія (C's) | 0%      | 0%      |
| Інші | 0%      | 0%      |